# Englische Badmintonmeisterschaft 2002
Die Englische Meisterschaft 2002 im Badminton fand vom 1. bis zum 3. Februar 2002 im The Triangle in Burgess Hill statt.

## Finalresultate
| Disziplin    | Sieger                         | Finalist                      | Ergebnis                |
| ------------ | ------------------------------ | ----------------------------- | ----------------------- |
| Herreneinzel | Mark Constable                 | Colin Haughton                | w.o.                    |
| Dameneinzel  | Julia Mann                     | Tracey Hallam                 | 4-7, 3-7, 7-5, 7-2, 7-0 |
| Herrendoppel | Anthony Clark Nathan Robertson | Julian Robertson Ian Sullivan | 7-1, 4-7, 7-0, 7-1      |
| Damendoppel  | Gail Emms Natalie Munt         | Ella Miles Sara Sankey        | 7-2, 7-5, 4-7, 5-7, 7-4 |
| Mixed        | Nathan Robertson Gail Emms     | Julian Robertson Natalie Munt | 7-5, 7-3, 7-3           |